# Oliver Adler
Oliver Adler (* 14. Oktober 1967 in Duisburg) ist ein ehemaliger deutscher Fußballspieler.

## Werdegang
Der Torwart begann beim Duisburger FV 08 mit dem Fußballspielen, bevor er 1990 zu Schwarz-Weiß Essen wechselte. Später spielte Adler zehn Jahre bei Rot-Weiß Oberhausen und absolvierte dort 224 Zweitligaeinsätze. Anschließend spielte er drei Jahre beim KSV Hessen Kassel.
Nach der Entlassung von Matthias Hamann als Trainer des KSV Hessen Kassel übernahm Oliver Adler nicht wie vorher geplant die Rolle als Co-Trainer zur Saison 2008/2009 ein. Er wurde stattdessen Co-Trainer von Zweitliga-Aufsteiger Rot-Weiß Oberhausen. Am 4. September 2008 wurde Oliver Adler nach einer Verletzung von Ersatzkeeper Sören Pirson reaktiviert und war in der Saison 08/09 wieder Teil des Kaders der Kleeblätter, für die er schon 316 Ligaspiele zwischen den Pfosten absolvierte. Am 22. Februar 2011 übernahm er nach der Entlassung von Hans-Günter Bruns vorläufig den Posten des Cheftrainers. Nach Ende der Saison 2011/12 verließ er den Verein nach insgesamt 14 Jahren.
Im Sommer 2020 übernahm Oliver Adler beim Regionalligisten VfB Homberg, für den er davor schon als Torwarttrainer und Spielbeobachter tätig war, erneut das Amt des Torwarttrainers. Am Ende der Vorbereitungszeit wurde er dann Co-Trainer.

## Besonderes
Adler belegte bei der 2006 vom ZDF deutschlandweit durchgeführten Wahl Die besten Fußballer Platz 55. Damit wurde der Duisburger fünftbester Torwart und musste nur den Weltstars Sepp Maier (8.), Oliver Kahn (14.), Toni Schumacher (26.) sowie Jens Lehmann (48.) den Vortritt lassen.
Als Vertreter der Spieler der Regionalliga Süd saß Adler im Spielerrat der Vereinigung der Vertragsfußballspieler (VdV).